# Den døde mand
Den døde mand er en roman skrevet af Hans Scherfig og udgivet første gang i 1937. Romanen er Scherfigs debut som romanforfatter.
I forhold til de efterfølgende romaner, Den forsvundne fuldmægtig og Det forsømte forår, er samfundssatiren underspillet. Bogen handler om kunstmaleren Hakon Brand, som undergår en udvikling fra en avantgardistisk, sort, barfodskunstner, til en plagierende, nervøst anlagt og idylliserende samlebåndsmaler. Samtiden - og ofret selv - antog, at figuren Hakon Brand var modelleret over digteren Olaf Gynt.